# 도히 고다이
도히 고다이(일본어: 土肥 航大, 2001년 4월 13일~)는 일본의 축구 선수이다.

## 구단 경력
그는 2020년 J1리그의 산프레체 히로시마에 입단했다. 2022년 J2리그의 미토 홀리호크로 이적했다. 2023년부터 2024년까지 방포레 고후, FC 이마바리, 도치기 SC에서 뛰었다. 2025년 J3리그의 가이나레 돗토리로 이적했다.